# Ciclovía Pedro de Valdivia
La Ciclovía Pedro de Valdivia es una ciclovía con doble sentido de tránsito que se encuentra ubicada en la acera de la Avenida Pedro de Valdivia en Santiago de Chile.
Comienza en la intersección con la avenida Diagonal Oriente en el límite de las comunas de Ñuñoa y Providencia. Se cruza con la Ciclovía Simón Bolívar y termina su recorrido en la estación Ñuñoa de las líneas 3 y 6 del Metro de Santiago. Lamentablemente en sus extremos no tiene contacto ni cercanía con ninguna otra ciclovía.